# بوب داندريدج
بوب داندريدج (بالإنجليزية: Bob Dandridge) مواليد 15 نوفمبر 1947 في ريتشموند، هو لاعب كرة سلة أمريكي سابق تحول إلى التدريب بعد الاعتزال بدأ مسيرته الاحترافية في سنة 1969. يبلغ طوله 6 قدم 6 بوصة (2.0 م). اعتزل اللعب في 1981.

## فرق لعب لها
- ميلووكي باكز
- واشنطن ويزاردز

## روابط خارجية
- بوب داندريدج على موقع إن بي أي (الإنجليزية)
- بوب داندريدج على موقع سبورتس رفرنس (الإنجليزية)
- بوب داندريدج على موقع ريلجم (الإنجليزية)
- بوب داندريدج على موقع بروبوليرز (الإنجليزية)
- بوب داندريدج على موقع قاعة فرجينيا للمشاهير الرياضية (الإنجليزية)